# Nová Buková (železniční zastávka)
Nová Buková je železniční zastávka v obci Nová Buková, která leží v km 6,434 železniční trati Tábor – Horní Cerekev. Zastávka byla otevřena v roce 1943.

## Provozní informace
Zastávka je vybavena čekárnou a nástupištěm o délce 65 m a nástupní hranou ve výšce 300 mm nad temenem kolejnice. V zastávce není možnost zakoupení si jízdenky a trať procházející zastávkou není elektrizovaná. Provozuje ji Správa železnic.

## Doprava
Zastavují zde pouze osobní vlaky, které jezdí trasu Tábor – Horní Cerekev – Jihlava (– Dobronín).